# World News Now
World News Now (ou WNN) é um programa da ABC News que vai ao ar durante a noite. Seu tom é muitas vezes alegre, irreverente e bem-humorado. Foi criada por David Bohrman. Uma série de personalidades bem conhecidas de notícias, incluindo Thalia Assuras, Aaron Brown, Kevin Newman, Alison Stewart, Liz Cho e Anderson Cooper, ancorando o WNN desde o início de suas carreiras. Atualmente apresentado por John Muller e Diana Perez. 